# 高山橋 (豊平川)

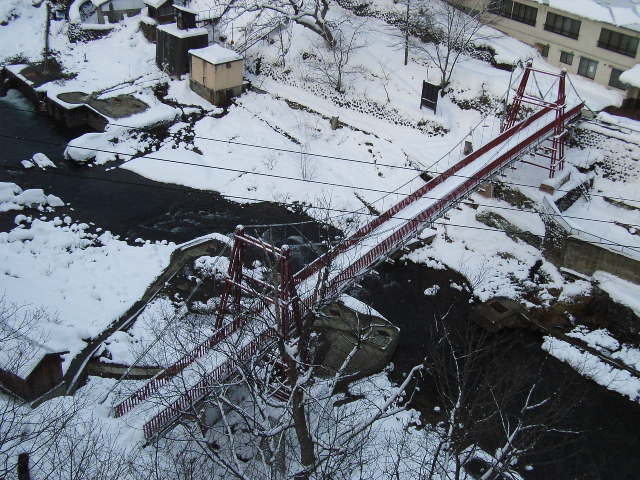
定山渓大橋から見下ろした高山橋（2004年12月）

高山橋（たかやまはし）は、札幌市の豊平川にかかる橋（人道橋）。

## 概要
1950年（昭和25年）架設。1978年（昭和53年）には、高山橋の上に定山渓大橋が完成した。定山渓大橋から高山橋を見下ろすことができる。
高山橋周辺は月見橋周辺と並んで定山渓温泉の泉源地となっており、至る所から湯けむりが立っている。
高山橋の名前は、定山渓で2番目に古い温泉宿であった高山温泉に由来する。その後、日本通運の保養所・渓光荘になるが、現在は廃墟となっている。